# 東北俊子
東北俊子、俊达萌Project，简称Zunzun Project，是日本SSS合同会社建立的跨媒体特许经营项目。此项目始于SSS在2011年10月27日公布的虚构人物「東北俊子」，她是为了鼓舞東日本大震災后的东北地方，由日本插画师江户村Ninico（江戸村ににこ）根据东北地方特产毛豆麻糬为题材而设计的美少女人物，之后延伸出「东北伊达子」、「东北切蒲英」、「俊达萌」等相關配角。SSS允许总部注册在东北地方的公司免费商用此项目中角色们的图像。自从建立以来，已经开展至包括小说、動畫、语音合成软件及相關產品。

## 项目

### 起源
SSS合同会社成立于日本东京，成立之初是打算从事与动画有关的业务。不久，公司开始转向去研究地方吉祥物，并推进过一些地方吉祥物的项目。之后，以2011年3月的东日本大地震为契机，根据支援东北地方的理念创造出了「東北俊子」这名角色。不同于其他支援范围只在县或县以下行政区的地方吉祥物，東北俊子则是直接覆盖了东北六县。東北俊子是以东北地区的郷土菓子毛豆麻糬为题材。后来考虑到毛豆麻糬在青森县和秋田县甚至在东北地区的分量都没有特别重，便给東北俊子创造了以青森县女巫潮來为题材的姐姐“东北伊达子”（東北イタコ），和以秋田县当地美食烤米棒为题材的妹妹“东北切蒲英”（東北きりたん）。
为了给東北俊子营造势头，便带上由江户村Ninico绘制的插图报名参展了經濟產業省关东经济产业省在2011年举办的一项资助项目，商务对接展览会Creative Markrt Tokyo 2011。正好当年有一个“支援重振”的主题，最初只是重在参与便未期望能拿奖，最后却意外地拿到相当于亚军的审查员特别奖。
2011年10月27日，东北毛豆子正式发布，一经发布便收获了火热的话题量。东北地区的公司开始运用人物插图在食品等商品上。此外，SSS本身计划发售东北毛豆子的语音合成软件，并免费发布三维计算机图形模型，为二次创作提供素材。在SSS的项目中，考虑到东北毛豆子需要用户真切的养成感，便广泛采用群眾募資来筹集项目资金。

### 版權申明
特殊的一点是，只有总部注册在东北地区的公司可以无需申请授权便可将人物插图免费用作商业用途，如果是在用作非商业用途并且没有严重损害人物形象的情况下，无需向创作者申请也可以免费使用。希望通过非商业用途免费的规定，能够促进二次創作作品在动画投稿和图像投稿等网站产生，从而提升角色的认知度，带动到东北的企业、最好是需要缴纳版权费的其他地区企业来生产主题商品。东北伊达子和东北切蒲英的使用条款也是如此。SSS在规划东北毛豆子的条款的时候，从東方Project获得了关于「如何创造世界观并由此引发的二次创作热潮」的灵感，以及参照了熊本熊的使用指南如何一目了然。

## 角色

### 东北家族
- 東北俊子，配音是日本声优佐藤聰美。根据人物设置，東北俊子是就读于只录取非凡学生的小中高综合学校「故乡女子学院」（ふるさと女学院）二年级高中生，17岁，生日是10月27日。[10]兴趣是做毛豆麻糬，特长是弓道，还是弓道社团的一员。高中一年级的时候，曾在三陆海岸被雷电击中，因此拥有了射出“豆打箭”将击中的打糕变为毛豆麻糬的超能力。俊子希望未来能在秋葉原开一家咖啡店。本名是东北顺子（東北じゅん子），「俊子」是小名，但姐妹和朋友都以为「俊子」是本名。俊子一讲到毛豆泥就滔滔不绝。暴走后的状态被称作「里Zunda模式」。

- 东北伊达子（東北イタコ），配音是木戶衣吹。伊达子是俊子的姐姐，东北三姐妹中的长女，19岁，生日是6月24日。职业是潮來，当初是以第一名的成绩从潮来专业学校毕业的。体内住着一只名为NHK的九尾妖狐，会施展招魂术。被NHK附灵后，讲话的语尾会从“Desuwa”（ですわ）变成“Nya”（にゃ）。很溺爱俊子，憧憬着她成为全国偶像。还自制了俊子的写真集和周边拿到漫展上卖。

- 东北切蒲英（東北きりたん），配音是茜屋日海夏。切蒲英是俊子的妹妹，东北三姐妹中的幺妹，11岁，生日是2月13日。故乡女学院五年级小学生。戴着菜刀模样的头饰，背着巨大的烤米棒“烤米棒炮”。特殊技能是从烤米棒里射出味噌。曾被俊子的毛豆馅塞满炮口里而有了心理阴影。喜欢宅，找同人志，游戏，和姐姐俊子。对俊子慕称为“俊子姐姐大人”（ずんねえさま），对伊达子蔑称“章鱼姐姐大人”（タコねえさま）。

### 故乡女子学院的相关人物
- 四国玫碳（四国めたん），配音是日本声优田中小雪。根据人物设置，Metan是故乡女子学院的二年级高中生，毛豆子的同学。生日是8月21日。Metan家道没落，生活贫穷，居无定所。是中二病，自称“漆黑的Metan”（漆黒のめたん），不喜欢被叫本名。在学校里不起眼。Metan拥有通过接吻给予生物甲烷水合物力量的能力。另外，可以自由调节自己的体温。Metan身着白色的萝莉塔，随身带着名为“天惠的Hydro”（天恵のハイド）的钻头。在警察面前也会做出迷惑的行为。

- 九州宇宙（九州そら），配音是西田望見。九州Sora是专为太空探索而设计的机器人，型号Mk=Ⅱ，生日是9月12日，实际年龄是零岁。九州Sora被生产了大约七百个躯体，并共享着记忆。已转校到与俊子同班，称呼俊子为“主人”（ご主ずんさま）。

- 中国兔子（中国うさぎ），配音是桃河里香。兔子是来自中国地方的巫女，生日是5月29日。她身着巫女装束，经常带着兔子玩偶“稻叶”（いなば）。

- 芜坂夏希（蕪坂夏希）。芜坂夏希是故乡女子学院部三年級高中生，弓道部的前輩。和俊子在同一家家庭餐廳打工。

- 和佐花鈴（和佐花鈴）。和佐花鈴同样是故乡女子学院部三年級高中生，弓道部的前輩。她出身名门，與沒落前的四国Metan是朋友。

### 「大都会」
- 大江户Chanko（大江戸ちゃんこ），配音是日本声优指出毬亚。根据人物设置，Chanko是秘密组织「大都会」的将军，故乡女子学院的二年级高中生。生日是7月10日。坐骑是相扑机器人「源氏丸」，通过撒净化盐对其他人精神控制，源氏丸拥有反射技能的能力。性格像小孩一样，但又讨厌被当作小孩。

- 中部Tsurugi（中部つるぎ），配音是濱口綾乃。中部Tsurugi是大都会的将军，故乡女子学院的三年级高中生。生日是1月19日。中部Tsurugi的穿着一半比基尼一半盔甲，携带着一把名为「信長」的妖刀。中部Tsurugi是萝莉控，会对Chanko过度保护。

- 关西Shinobi（関西しのび），配音是今村彩夏。关西Shinobi是大都会的探子，故乡女子学院的一年级高中生。生日是4月7日。関西出身的忍者，背着巨大的手里剑。拥有分身能力，但会消耗体力，分身的发饰也会不同。和俊子在同一家餐厅打工。

### 其他
- 北海道Melon（北海道めろん），配音是日本声优清水彩香。根据人物设置，甜瓜是故乡女子学院的保健医生。生日是3月21日。穿着夕張哈密瓜样式的赛车服。她对少女腿部特别迷恋，喜欢旅游，但她速度有点儿赶。会通过头发散发费洛蒙来迷惑别人。

- 冲绳Awamo（沖縄あわも），配音是古賀葵。泡盛是故乡女子学院的一年级高中生。生日是11月1日。泡盛是穿着沖繩花襯衫的曬黑少女，一只自由奔放的独狼，是最聪明的角色。毒舌。她喜欢有趣的事情，当她不耐烦时，有时会自己去挑事，她还喜欢钓鱼。手持能增强能力的「泡盛鱼叉」（あわ銛）。喝砂糖水会喝醉，动作会变得像醉拳一样。

- 暗黒大将軍（暗黒大将軍），配音是豐口惠。暗黒大将軍是企图利用黑红营销来炒作红豆沙的神秘人物。生日是12月1日。原本的身姿是穿得像烏天狗的少女，但由于封印的影响，她变成了一个名为“御萩体”（おはぎ体）的黑色球体。

- 俊达萌（ずんだもん），配音是伊藤由奈（日语：伊藤ゆいな）。俊达萌是毛豆麻糬精灵，会变身成豆打箭。

## 产品

### 视频游戏
- 《東北俊子》是由Jetrix开发的橫向捲軸遊戲，由SSS于2012年11月14日发行，适用于iPhone。此游戏是第一款通过群眾募資诞生的产品。[11]在游戏中东北尊子走遍日本，用豆达箭击中向她袭来的当地特产，把它们变成毛豆麻糬，并在用毛豆麻糬恢复体力的同时，争取达到目标。[11]此外，东北伊达子和东北切蒲英也会出现。并科普各县的豆子小知识。[4]

### 移动软件
- 《東北俊子Widget》（東北ずん子ウィジェット）是2011年10月27日发布适用于Android的桌面部件（日语：Software_widget#Mobile_widgets）。[12]拥有人物养成的游戏系统。[13]

### 语音合成软件
- 《Voiceroid +東北俊子》是由AI开发、AHS（日语：AH-Software）于2012年9月28日发行的文本朗读软件Voiceroid日语产品，语音取样是俊子的声优佐藤聰美，支持Windows。此产品是通过群眾募資而制作的。[14][6]产品附带语音素材集「exVoice」，拥有东北市町村地名及线路等音频文件。[14]此外，《Voiceroid + 東北俊子》导出的语音文件仅限于非商业用途。[13]

- 《Vocaloid 3東北俊子》是由AHS开发并于2014年6月5日发行的歌声合成软件Vocaloid日语产品，支持Windows。[15]产品内容为一款歌声数据库「Zunko」，擅长节奏为每分钟70至140拍，擅长音域为F2至G♯4。[16]此产品是通过群眾募資而制作的。[17]

- 《Voiceroid +東北俊子Ex》是由AI开发、AHS（日语：AH-Software）于2014年10月30日发行的第二代Voiceroid产品，随Voiceroid + Ex系列的更新推出，延续附带语音素材集「exVoice」。[18]

- 2015年6月24日，东北伊达子和东北切蒲英的Utau日语音源与她们的语音素材集和MMD三维模型一同公开下载[9]，数据由切蒲英的声优茜屋日海夏和伊达子的声优木戶衣吹录制。此项目是通过2014年的群眾募資而制作的。[9]

| 音源                        | 收录音阶                | 类型           |
| --------------------------- | ----------------------- | -------------- |
| 东北伊达子（統合版）Ver1.01 | D4／B4／G4／C5          | VCV（英语：Triphone）  |
| 东北切蒲英（连续音）        | B3／C4／D♯4／F4／E4／B4 | VCV            |
| 东北切蒲英（CVVC强）        | A3／D4／G4／C5          | CVVC（英语：Diphone） |
| 东北切蒲英（CVVC弱）        | A3／D4／G4／C5          | CVVC           |
| 东北切蒲英（单独音）        | D4                      | CV             |
| 东北切蒲英子音              | 不適用                  | C              |
- 《Vocaloid 4東北俊子Natural》是由AHS开发并于2016年10月27日的第二代Vocaloid产品，支持Windows和macOS，内容为一款针对Vocaloid 4更新的数据库「Zunko_Natural」，擅长节奏为每分钟70至140拍，擅长音域为F2至G♯4。[19]

- 《Voiceroid +东北切蒲英Ex》是由AI开发、AHS于2016年10月27日发行的日语产品，附带语音素材集「exVoice」，包含之前公布的语音素材集，增加了一些为游戏直播设计的语段等等。通过2016年4月的群眾募資而制作的。[20]

- 2017年5月11日，动画电影《豆打地平线》上映，同时之前没有合成音源的7名角色「四国Metan」「九州Sora」「中国Usagi」「大江户Chanko」「中部Tsurugi」「关西Shinobi」和「俊达萌」的Utau音源公开下载。

| 音源                   | 收录音阶     | 类型 |
| ---------------------- | ------------ | ---- |
| 四国Metan              | A♯3／E4／A4  | VCV  |
| 九州Sora               | F4／B4       | VCV  |
| 中国Usagi              | B3／E4／A4   | VCV  |
| 大江户Chanko（连续音） | B3／A♯4      | VCV  |
| 中部Tsurugi            | D♯4／A4      | VCV  |
| 关西Shinobi            | C♯4／F♯4／B4 | VCV  |
| 俊达萌（连续音）       | D4／G4／C5   | VCV  |
- 2017年6月1日，北海道Melon和冲绳Awamo的Utau音源公开下载。[21]

| 音源                | 收录音阶     | 类型 |
| ------------------- | ------------ | ---- |
| 北海道Melon         | F4／A♯4      | VCV  |
| 冲绳Awamo（连续音） | C♯4／F♯4／B4 | VCV  |
- 《Voiceroid 2东北伊达子》是由AI开发、AHS于2018年11月8日发行的日语产品，附带语音素材集「exVoice」，包含之前公布的语音素材集，增加了一些为游戏直播设计和降灵之类的语段等等，通过2017年11月的群眾募資而制作的。[22]

- 适用于变声软件Voidol的语音模型「東北俊子」和「东北切蒲英」于2019年11月14日发行。[23]

- 面向研究人员的、由明治大学副教授森勢将雅开发的「东北切蒲英歌唱数据库」在2019年11月18日公开。[24]

- 日语歌声模型「东北切蒲英」（又名「AI」）随Sachi开发的神经网络歌声合成软件Neutrino在2020年2月21日公开下载，此模型是基于「东北切蒲英歌唱数据库」开发。[25]推荐音域为mid2B至hiD（B3至D5），擅长节奏为每分钟120至180拍，擅长音乐类型为流行和偶像风。

- 日语歌声模型「东北伊达子」（又名「AI」）随Neutrino的Ver 0.400更新在2020年9月18日公开下载，此模型是通过同年7月的群眾募資而制作的。[26]推荐音域为mid2A至hiD（A3至D5），擅长节奏为每分钟120至180拍，擅长音乐类型为流行和偶像风。

- 《CeVIO AI东北切蒲英Song Voice》是由AHS开发并发行于2021年2月12日发行的CeVIO AI歌唱类型日语产品，此产品采用与Neutrino东北切蒲英一样的模型，借CeVIO AI编辑器能提供可视化的操作。[27]擅长节奏为每分钟123至184拍，擅长音域为A♭3至D5。

- 面向研究人员的「东北伊达子歌唱数据库」在2021年6月5日公开。[28]

- 东北伊达子、俊达萌和四国Metan的、面向研究人员的「ITA语料库多模态数据库」在2021年6月17日公开。[29]通过2020年7月的群眾募資而制作的。

- Neutrino日语歌声模型「東北俊子」（又名「AI」）在2021年7月4日公开下载。[30]推荐音域为mid2A♯至hiF（A♯3至F5），擅长节奏为每分钟85至170拍，擅长音乐类型为流行和民谣等。

- 由Hiho（Karuta）开发的文本朗读软件Voicevox在2021年8月1日公布，支持Windows和Linux。内置了两款数据库，「Voicevox四国Metan」和「Voicevox Zundamon」。[31]

- 《CeVIO AI東北俊子Song Voice》和《CeVIO AI東北伊达子Song Voice》是由AHS开发并发行于2022年1月27日的CeVIO AI歌唱类产品，支持Windows。《东北俊子》的推荐节奏为每分钟70至170拍，推荐音域为F♯3至G♭4。《东北伊达子》的推荐节奏为每分钟75至187拍，推荐音域为G3至D5。[32]

- 「Voicevox九州Sora」在2022年3月16日上线。[33]

## 媒体

### 动画
2016年6月3日，青年动画制作者育成计划「动画之蛋2017」公布Wao Corporation、Studio Live和SSS合同会社共同申请的动画方案《豆打地平线》中标。此部动画运用了大量的合成歌声乐曲，多了一名由折笠富美子配音的原创角色「饼神」（餅神様），在制作上运用了日本DeNA的补帧技术。
2017年3月11日，《豆打地平线》在池袋Humax Cinemas首次公映。2017年4月22日至28日，在Theatres新宿的夜场和日本航空的航班机内上映。2017年5月9日，在YouTube和Niconico動畫限时一个月免费上映。

#### 人员
- 監督：竹內浩志
- 制作人员：青木清光、奥津咲子
- 角色原案：江户村Ninico
- 脚本：横手美智子
- 作画監督和角色设计：鈴木理彩
- 育成責任担当：神志那弘志
- 動画チ检查：服部照美
- 色彩設計：木村早苗
- 美術監督：中原英統、吉川洋史、谷地清孝
- 撮影監督：稲葉進之介
- 編集：丹彩子
- 音楽：多田彰文
- 音楽制作：Imagine
- 音響監督：納谷僚介
- 音響制作：Studio Mausu
- 制作担当：曽布川雅也

#### 放送局
| 放送日        | 放送時間    | 放送局   | 放送地域 | 備考 |
| ------------- | ----------- | -------- | -------- | ---- |
| 2017年4月16日 | 3:58至4:25  | 毎日放送 | 广域广播 |      |
| 2017年5月2日  | 23:30至0:00 | Animax   | 日本全域 |      |

### 三维模型
2013年2月21日，東北俊子的MikuMikuDance三维模型免费发布。拥有与人物插图一致的版權申明。2015年6月24日，东北伊达子和东北切蒲英的三维模型与Utau音源一同公开下载

### 小説
自2012年6月起，由佐藤敏夫著作的原创小说开始在Twitter上连载。连载期间转向Ainove连载，2013年10月29日汇编出版，Ainove连载在2017年6月停止，后来以官方同人小说重启。
- 《東北俊子 不是「Muchimuchi」！是「Mochimochi」！》（東北ずん子 「むちむち」じゃありません！ 「もちもち」です！）（2013年10月29日、PHP研究所） ISBN 9784569813455
- 《東北俊子小说 第1卷 因为喜欢俊子姐姐大人》（ずん姉さまのことが好きだから）[38]（2018年2月25日）
- 《東北俊子小说 第2卷 和女仆俊子酱一起一攫千金》（メイドずんちゃんで一攫千金ですわ）[39]（2018年9月23日）
- 《東北俊子小说 第3卷 太笨了伊达子姐姐大人》（おぼこすぎですイタコ姉さま）（2018年12月29日）

## 脚注
1. 1 2 3 4 5  . KAI-YOU (カイユウ). 2013-08-08  [2014-10-06]. （原始内容存档于2021-11-17） （日语）.
2. 1 2 3  . Anipipo. グーパ. 2014-06-24  [2014-10-06]. （原始内容存档于2014-10-11） （日语）.
3. ↑  . ねとらぼ (ITmedia). 2013-06-03  [2014-10-06]. （原始内容存档于2021-11-17） （日语）.
4. 1 2 3  . マイナビニュース (マイナビ). 2013-02-22  [2014-10-06]. （原始内容存档于2017-11-02） （日语）.
5. 1 2  . 関東経済産業局広報室.   [2015-09-29]. （原始内容存档于2013-02-05） （日语）.
6. 1 2 3 4  . マイナビニュース (マイナビ). 2013-02-12  [2014-10-06]. （原始内容存档于2017-07-07） （日语）.
7. 1 2 3   . 日経産業新聞 (日本経済新聞社). 2014-01-24: 6 （日语）.
8. ↑   . PHP研究所. 2013: 332. ISBN 9784569813455 （日语）.
9. 1 2 3 4  . ねとらぼ (ITmedia). 2014-09-05  [2014-10-07]. （原始内容存档于2021-11-17） （日语）.
10. ↑  .   [2017-11-01]. （原始内容存档于2021-11-19） –Twitter （日语）.
11. 1 2  . Gamer (イクセル). 2012-11-14  [2014-10-06]. （原始内容存档于2021-11-17） （日语）.
12. ↑  . ファミ通App (エンターブレイン). 2011-10-27  [2014-09-28]. （原始内容存档于2021-11-17） （日语）.
13. 1 2  . マイナビニュース (マイナビ). 2011-10-27  [2014-10-06]. （原始内容存档于2014-10-11） （日语）.
14. 1 2  . マイナビニュース (マイナビ). 2012-08-31  [2014-10-07]. （原始内容存档于2016-03-05） （日语）.
15. ↑  . ねとらぼ (ITmedia). 2014-05-15  [2014-10-27]. （原始内容存档于2021-11-17） （日语）.
16. 1 2  . マイナビニュース (マイナビ). 2013-06-20  [2014-10-07]. （原始内容存档于2016-11-30） （日语）.
17. ↑  . マイナビニュース (マイナビ). 2013-06-20  [2014-10-07]. （原始内容存档于2016-03-05） （日语）.
18. ↑  株式会社エーアイ. . Infoseekニュース. 2014-10-10  [2021-11-20]. （原始内容存档于2021-11-20） （日语）.
19. ↑  Hoshi. . VNN. 2016-09-29  [2021-11-20]. （原始内容存档于2021-11-20） （英语）.
20. ↑  . 株式会社エーアイ (新闻稿). 2016-09-29  [2021-11-18]. （原始内容存档于2021-11-18） （日语）.
21. ↑  @t_zunko. . 2017-06-01  [2021-11-20]. （原始内容存档于2021-11-21） –Twitter （日语）.
22. ↑  . 株式会社エーアイ (新闻稿). 2018-09-28  [2021-11-18]. （原始内容存档于2021-11-18） （日语）.
23. ↑  MoguLive編集部. . MoguLive. 2019-11-14  [2021-11-21]. （原始内容存档于2021-11-20） （日语）.
24. ↑  @m_morise. . 2019-11-18  [2021-11-18]. （原始内容存档于2021-11-19） –Twitter （日语）.
25. ↑  沓澤真二. . ITmedia. 2020-02-26  [2021-11-18]. （原始内容存档于2021-11-20） （日语）.
26. ↑  藤本健. . DTM Station. 2020-09-18  [2021-11-18]. （原始内容存档于2021-11-18） （日语）.
27. ↑  . 株式会社AHS (新闻稿). 2021-01-21  [2021-11-18]. （原始内容存档于2021-11-18） （日语）.
28. ↑  @t_zunko. . 2021-06-05  [2021-11-18]. （原始内容存档于2021-11-20） –Twitter （日语）.
29. ↑  @t_zunko. . 2021-06-17  [2021-11-20]. （原始内容存档于2021-11-22） –Twitter （日语）.
30. ↑  @t_zunko. . 2021-07-04  [2021-11-20]. （原始内容存档于2021-11-20） –Twitter （日语）.
31. ↑  宇都宮 充. . PC Watch. 2021-08-02  [2021-11-20]. （原始内容存档于2021-11-20） （日语）.
32. ↑  . 株式会社AHS (新闻稿). 2021-12-23  [2021-12-25]. （原始内容存档于2021-12-24） （日语）.
33. ↑  . ニコニコニュース. 2022-03-28  [2022-04-08] （日语）.
34. ↑  . あにめたまごプロジェクト事務局. 2016-06-03  [2016-06-07]. （原始内容存档于2021-11-17） （日语）.
35. ↑  村上万純. . ITmedia. 2019-02-07  [2021-11-18]. （原始内容存档于2021-11-17） （日语）.
36. 1 2  . マイナビニュース (マイナビ). 2013-02-22  [2014-10-07]. （原始内容存档于2016-03-05） （日语）.
37. ↑  . マイナビニュース (マイナビ). 2013-04-15  [2014-09-30]. （原始内容存档于2017-10-29） （日语）.
38. ↑  .   [2018-02-21]. （原始内容存档于2021-11-19） –Twitter （日语）.
39. ↑  .   [2018-09-18]. （原始内容存档于2021-11-19） –Twitter （日语）.